# 1989年2月逝世人物列表
1989年逝世人物列表：1月 - 2月 - 3月 - 4月 - 5月 - 6月 - 7月 - 8月 - 9月 - 10月 - 11月 - 12月
1989年2月逝世人物列表，是用於匯總1989年2月期間逝世人物的列表。

## 依日期排序

### 1日
- 莉蓮·博耶（Lillian Boyer），88歲，美國翼行者。[1]
- 詹姆斯·德雷克（James Drake），81歲，英國土木工程師，國家高速公路網路的先驅。[2]
- Blaze Foley，39歲，美國鄉村音樂創作歌手、詩人和藝術家，被槍殺。[3]
- 伊萊恩·德·庫寧（Elaine de Kooning），70歲，美國藝術家。[4]
- 格蕾絲·海耶斯（Grace Hayes），93歲，美國女演員、歌手、雜耍藝人和夜總會老闆。[5]
- J.C. Hoel，84歲，美國摩托車賽車手，斯特吉斯摩托車拉力賽創始人。[6]
- 肯尼斯·莫裡斯（Kenneth Morris），71歲，美國福音音樂作曲家。[7]
- 埃里克·佩尔松，79歲，瑞典國際足球運動員和奧運選手。
- 約翰·圖圖西斯（John Tootoosis），89歲，加拿大原住民領袖。

### 2日
- 尤里·博加蒂廖夫（Yuri Bogatyryov），41歲，蘇聯演員（《陌生人在家》），服食過量藥物併發心臟病。
- Marie Poland Fish，88歲，美國海洋學家和海洋生物學家。[8]
- 弗拉基米爾·盧萊克（Vladimír Lulek），35歲，捷克家庭殺人犯，被處決。
- Ondrej Nepela，38歲，捷克斯洛伐克花樣滑冰運動員和奧運會金牌得主，淋巴結癌。[9]
- 阿諾德·諾德邁爾（Arnold Nordmeyer），87歲，紐西蘭政治家，反對黨領袖。[10]
- 努諾·奧利維拉（Nuno Oliveira），63歲，葡萄牙馬術、馴馬師和盛裝舞步教練。
- 沃爾特·M·斯科特（Walter M. Scott），82歲，美國布景師（《音樂之聲》、《布奇·卡西迪》和《聖丹斯小子》）。
- 瑪麗·西爾金（Marie Syrkin），89歲，美國作家和猶太復國主義活動家。[11]

### 3日
- 約翰·卡薩維茲（John Cassavetes），59歲，希臘裔美國演員（約翰尼·斯塔卡托（Johnny Staccato），骯髒的十二人），肝硬化。[12]
- Glenna Collett-Vare，85歲，美國業餘高爾夫球手，入選世界高爾夫名人堂。[13]
- 貝蒂·法靈頓（Betty Farrington），90歲，美國女演員。
- 瓊·格蘭特（Joan Grant），81歲，英國歷史小說作家（《有翼的法老》）。
- 弗蘭克·赫斯利（Frank Hursley），86歲，美國夫妻電視編劇二人組弗蘭克（Frank）和多麗絲·赫斯利（Doris Hursley）（綜合醫院）的一半。
- 尼娜·基爾薩諾娃（Nina Kirsanova），91歲，俄羅斯出生的南斯拉夫芭蕾舞演員。
- Ebbe Langberg，55歲，丹麥演員和電影導演。
- 約翰·麥考利（John McCauley），89歲，澳大利亞空軍高級指揮官，空軍總司令，中風。[14]
- Louis H. Narcisse，67歲，美國宗教領袖，錫安山精神教會創始人，心臟病發作。
- 萊昂內爾·紐曼（Lionel Newman），73歲，美國指揮家、鋼琴家和作曲家（《你好，多莉》獲得奧斯卡最佳原創配樂獎），心臟驟停。[15]
- 金性俊，35歲，韓國拳擊手（WBC輕蠅量級冠軍），自殺。

### 4日
- Kenneth C. “Jethro” Burns，68歲，美國曼陀林演奏家，喜劇二人組Homer和Jethro的一半，前列腺癌。[16]
- 梅德福·布萊恩·埃文斯（Medford Bryan Evans），81歲，大學教授和保守黨政治活動家。
- Thorkild Hansen，62歲，丹麥小說家（《奴隸海岸》、《奴隸之船》、《奴隸之島》）。
- 特雷弗·盧卡斯（Trevor Lucas），45歲，澳大利亞民謠歌手（Fotheringay），心臟病發作。[17]
- 格蘭迪佐·穆尼斯，76歲，西班牙托洛茨基主義政治家。[18]
- 咸錫憲，87歲，韓國貴格會。[19]
- 費裡斯·韋伯斯特（Ferris Webster），76歲，美國電影剪輯師（《滿洲候選人》《大逃亡》）。

### 5日
- 安德列·切瓦（André Cheuva），80歲，法國國際足球運動員和經理（里爾OSC）。[20]
- 羅伊·芝加哥（Roy Chicago），奈及利亞音樂家和樂隊領隊。
- 珀西·霍斯金斯（Percy Hoskins），84歲，英國犯罪記者（《每日快報》）。
- 埃默里斯·詹姆斯（Emrys James），60歲，威爾士莎士比亞演員。[21]
- Rajinder Kaur，57歲，印度記者和政治家，被恐怖分子槍殺。
- 乔·莫里森（Joe Morrison），51歲，美國NFL足球運動員和教練（紐約巨人隊），充血性心力衰竭。[22]
- 殺手喬·皮羅（Joe Piro），67歲，美國舞蹈教練，腎病。[23]
- 喬·拉波索（Joe Raposo），51歲，美國作曲家、歌手和鋼琴家（芝麻街主題，Bein' Green），非霍奇金淋巴瘤。[24]

### 6日
- 曾恩波，73岁，中央社著名战地记者。
- 蘇里·巴加萬塔姆（Suri Bhagavantam），79歲，印度科學家，奧斯馬尼亞大學副校長，印度科學研究所所長。
- 安德列·卡亞特（André Cayatte），80歲，法國電影製片人（Il n'y a pas de fumée sans feu）。[25]
- 羅恩·菲爾德（Ron Field），55歲，美國編舞家和舞蹈家（歌舞表演），腦部病變。[26]
- 克里斯·格弗罗伊（Chris Gueffroy），20歲，東德人，最後一次在柏林牆上被使用槍支殺害。[27]
- Netty Herawaty，59歲，印尼女演員（Rodrigo de Villa）。
- Undine Smith Moore，84歲，美國作曲家和音樂教授（《殉道者生活場景》），中風。[28]
- 奧托·舒爾曼（Otto Schulmann），86歲，德國出生的指揮家和聲樂教師。
- King Tubby，48歲，牙買加音響工程師，被槍殺。[29]
- 芭芭拉·塔奇曼（Barbara W. Tuchman），77歲，美國歷史學家和作家（《八月的槍聲》、《史迪威和美國在中國的經歷》），中風。[30]

### 7日
- 埃裡克·傑伊（Eric Jay），81歲，英國聖公會牧師。
- 朱塞佩·普卡（Giuseppe Puca），33歲，義大利罪犯，Nuova Camorra Organizzata的老闆，在槍戰後被謀殺。
- 西斯托·羅維納，28歲，荷屬安的列斯國際足球運動員，在比賽中心臟病發作。
- 吉爾伯特·西蒙東（Gilbert Simondon），64歲，法國哲學家。
- 威廉·坎貝爾·斯蒂爾（William Campbell Steere），81歲，美國植物學家，苔蘚植物專家，紐約植物園主任。[31]
- Simon Virsaladze，80歲，喬治亞芭蕾舞團，電影和歌劇設計師。[32]
- 普魯士的威廉·維克多親王，69歲，德國貴族和外交官。

### 8日
- 西里爾·盧克漢姆（Cyril Luckham），81歲，英國電影、電視和戲劇演員（《神秘博士》《一些母親做愛“他們》）。
- Begum Khurshid Mirza，70歲，巴基斯坦電視和電影女演員。
- 韋伯斯特·托德（Webster B. Todd），89歲，美國新澤西州共和黨州委員會主席，心臟病發作。[33]

### 9日
- Ken Adachi，59-60歲，加拿大作家和文學評論家（《多倫多星報》）。[34]
- Bill Dalley，87歲，紐西蘭橄欖球聯盟球員（坎特伯雷，All Blacks）。
- 手塚治虫，60歲，日本藝術家和動畫師（阿童木、白獅子金巴），胃癌。[35]

### 10日
- 達恩利·亞歷山大（Darnley Alexander），69歲，奈及利亞法學家，奈及利亞首席大法官。
- 歐文·布朗（Irving Brown），77歲，美國工會會員（總統自由勳章）。[36]
- 69歲的奧古斯丁·拉莫斯·卡萊羅（Agustín Ramos Calero）是美國陸軍的波多黎各士兵。[37]
- 韋恩·海斯（Wayne Hays），77歲，美國政治家，美國眾議院議員，心臟病發作。[38]
- 帕尼尼·伊蘭加昆，69歲，斯里蘭卡政治家，國會議員。
- 丹·凯利（Dan Kelly），52歲，加拿大裔美國體育解說員，肺癌。[39]
- 艾米麗·金伯勒（Emily Kimbrough），89歲，美國作家和記者（《我們的心是年輕的同性戀》）。[40]
- 赫伯特·萊曼（Herbert Ryman），78歲，美國藝術家和迪士尼幻想師（睡美人城堡），癌症。[41]

### 11日
- 查理斯·博爾特（Charles L. Bolte），93歲，美國陸軍上將，美國陸軍副參謀長，中風。[42]
- T. E. B. Clarke，81歲，英國編劇（《薰衣草山暴徒》）。[43]
- Leon Festinger，69歲，美國社會心理學家（認知失調，社會比較理論），癌症。[44]
- 羅蘭·格羅斯（Roland Gross），80歲，美國電影剪輯師和電視剪輯師（《孤獨的心》）。
- 喬治·奧漢隆（George O'Hanlon），76歲，美國演員，喜劇演員和作家（The Jetsons），中風。[45]
- 塞西爾·施泰納（Cecil C. Steiner），92歲，美國牙醫（施泰納分析法）。
- Shakhbut bin Sultan Al Nahyan，83歲，阿布達比統治者。[46]
- 凱薩琳·萊恩·威姆斯（Katharine Lane Weems），89歲，美國雕塑家（《海豚》、《洛塔噴泉》）。

### 12日
- 托马斯·伯恩哈德（Thomas Bernhard），58歲，奧地利小說家和劇作家（《矯正，滅絕》），心臟病發作。[47]
- 豪爾赫·羅梅羅·布列斯特（Jorge Romero Brest），83歲，阿根廷藝術評論家。
- Attilio Dottesio，79歲，義大利電影演員和歌手。
- Pat Finucane，39歲，愛爾蘭律師，被謀殺。[48]
- 潘迪特·納倫德拉·夏爾馬（Pandit Narendra Sharma），75歲，印度作家和詩人（Satyam Shivam Sundaram主題）。
- 比爾·斯佩爾（Bill Speer），46歲，加拿大NHL冰球運動員（波士頓棕熊隊），雪地摩托事故。[49]

### 13日
- Ernestine Barrier，80歲，美國舞臺、電影和電視女演員（Project Moonbase）。
- 希臘和丹麥的歐仁妮公主，79歲，希臘王室成員。
- 漢斯·赫爾穆特·柯斯特（Hans Hellmut Kirst），74歲，德國小說家（Die Nacht der Generale）。[50]
- Hip Linkchain，52歲，美國藍調吉他手、歌手和詞曲作者（Change My Blues、That Will Never Do），間皮瘤癌症。[51]
- 理查·魯德（Richard Roud），59歲，美國電影作家，紐約電影節聯合創始人。[52]
- 傑夫·塞爾比（Geoff Selby），23歲，澳大利亞橄欖球聯盟足球運動員（伊拉瓦拉鋼人隊，聖喬治龍隊），車禍。[53]
- 戴夫·塔拉斯（Dave Tarras），約94歲，烏克蘭裔美國單簧管演奏家和樂隊領隊，肺炎。[54]

### 14日
- 詹姆斯·邦德（James Bond），89歲，美國鳥類學家，費城自然科學院（西印度群島鳥類）策展人。[55]
- 文森特·克蘭（Vincent Crane），45歲，英國鍵盤手（《亞瑟·布朗的瘋狂世界》《原子公雞》），自殺。[56]
- 克里希納拉奧·杜拉普（Krishnarao Dhulap），68歲，印度農民和工人黨領袖。
- 文森特·茹克-赫里什基耶維奇，86歲，白俄羅斯政治家，白俄羅斯民主共和國流亡政府主席。

### 15日
- 侯赛因·阿克巴什，56歲，土耳其摔跤手，兩枚奧運獎牌得主。[57]
- 西塔·德維（Sita Devi），巴羅達（Baroda）的馬哈拉尼（Maharani），71歲，Vuyyur的印度公主，“印度瓦利斯·辛普森（Indian Wallis Simpson）”。
- 丹尼爾·福克斯（Daniel Fox），61歲，美國高分子化學家（LEXAN）。[58]
- 羅伯特·克恩斯，55歲，美國男中音（維也納國家歌劇院）。
- Lee E. McMahon，57歲，美國計算機科學家（sed stream編輯）。
- 沙弗魯丁·普拉維拉內加拉，77歲，印尼政治家和經濟學家，印尼總理，心臟病發作。[59]
- Sabo Bakin Zuwo，54歲，奈及利亞政治家，卡諾州州長。

### 16日
- 安迪·布萊克（Andy Black），72歲，蘇格蘭國際足球運動員（蘇格蘭曼城）。[60]
- 艾達·埃雷（Ida Ehre），88歲，奧地利裔德國演員，戲劇導演和經理，心臟病發作。[61]
- 米爾扎·阿卜杜勒·哈利姆（Mirza Abdul Halim），23歲，新加坡警員，被謀殺。[62]
- 帕科·拉格斯特羅姆（Paco Lagerstrom），74歲，瑞典裔美國應用數學家和航空工程師（加州理工學院）。[63]

### 17日
- 魯道夫·布里爾（Rudolf Brill），89歲，德國化學家。[64]
- Francesco Buccitelli，66歲，義大利藝術家，Pacentro市長。
- 伊恩·弗雷澤（Ian Fraser），78歲，英國法官，上議院議員，車禍。[65]
- 雷夫提·高梅茲，80歲，美國職業棒球大聯盟球員（紐約洋基隊），充血性心力衰竭。[66]
- 蓋伊·拉羅什（Guy Laroche），67歲，法國時裝設計師。[67]
- 瑪格麗特·羅伯茨（Marguerite Roberts），83歲，美國編劇，因不與眾議院非美活動委員會合作而被列入黑名單，動脈硬化。[68]
- 漢娜·索貝克（Hanne Sobek），88歲，德國國際足球運動員（德國柏林赫塔）。[69]

### 18日
- 約翰·貝利（John Bailey），76歲，英國銀幕和電視演員（《福賽特傳奇》）。[70]
- 米爾德里德·伯克（Mildred Burke），73歲，美國職業摔跤手，女子世界冠軍，中風。[71]
- 迪克西·迪恩斯（Dixie Deans），75歲，皇家空軍中士，第二次世界大戰轟炸機飛行員。[72]
- 迪娜·哈爾彭（Dina Halpern），79歲，波蘭出生的美國女演員。[73]
- 凱薩琳·海特（Kathleen Hite），71歲，美國廣播電視作家（《硝煙》《沃爾頓一家》）。[74]

### 19日
- 愛德華·比瑟姆（Edward Beetham），74歲，英國殖民官員，斯威士蘭駐地專員，特立尼達和多巴哥總督。
- 裡克·伯克斯（Rick Burks），28歲，美國音樂家和演員（《血食堂》），車禍。
- 埃里克·F·埃德曼（Eric F. Goldman），72歲，美國歷史學家，總統顧問（The Open Mind）。[75]
- 亞歷克·梅裡森（Alec Merrison），64歲，英國物理學家，布裡斯托大學副校長，勞埃德銀行董事。[76]
- 傑克·德·塞奎拉（Jack de Sequeira），73歲，印度政治家，果阿、達曼和第烏立法議會反對黨領袖。
- 羅莎·斯萊德·格拉格（Rosa Slade Gragg），84歲，美國活動家和政治家。[77]

### 20日
- 胡里奧·塞薩爾·查韋斯（Julio César Chaves），81歲，巴拉圭歷史學家。
- 陳丕士，88歲，特立尼達出生的中國律師，香港大律師公會創始會員。[78]
- Erika Köth，63歲，德國歌劇女高音。[79]
- 安東尼·利茲（Anthony Leeds），64歲，美國人類學家，心臟病發作。[80]
- 貝蒂·瑪律斯（Betty Mars），44歲，法國歌手和演員，歐洲歌唱大賽選手，自殺。
- 亞歷山大·梅德韋德金（Aleksandr Medvedkin），88歲，蘇聯電影導演（《幸福》）。
- 曼努埃爾·羅薩斯（Manuel Rosas），76歲，墨西哥國際足球運動員（墨西哥亞特蘭特足球俱樂部）。[81]

### 21日
- 羅伯特·多寧，75歲，英國音樂家、芭蕾舞演員和演員，糖尿病患者。
- 桑多爾·馬拉伊（Sándor Márai），88歲，匈牙利作家、詩人和記者（Embers）。[82]
- 奧塔爾·塔克塔基什維利，64歲，喬治亞作曲家和指揮家（長笛和鋼琴奏鳴曲，明迪亞）。[83]
- 亞歷克斯·泰波特，82歲，法國國際足球運動員和奧運選手（法國紅星足球俱樂部）。[84]

### 22日
- 羅克珊·阿倫（Roxanne Arlen），58歲，美國電影和舞臺女演員。
- 哈裡·布蘭德（Harry Brand），93歲，美國新聞代理人，因雪麗·坦普爾（Shirley Temple），貝蒂·格拉布爾（Betty Grable）和瑪麗蓮·夢露（Marilyn Monroe）而聲名鵲起，心臟病發作。[85]
- 雷蒙德·高爾（Raymond Gower），72歲，英國政治家，下議院議員，心臟病發作。[86]
- Abel Wolman，96歲，美國工程師，衛生工程先驅。[87]
- 瓊·伍德伯里（Joan Woodbury），73歲，美國女演員（《老鷹的巢穴》，布倫達·斯塔爾（Brenda Starr），記者）。[88]

### 23日
- David Mowbray Balme，76歲，英國教授，黃金海岸大學學院校長）。[89]
- 拉米托，73歲，波多黎各作曲家（Qué Bonita Bandera），自殺。
- 夏格巴·旺秋德丹，82歲，西藏貴族和政治家，西藏財政部長，胃癌。[90]
- 羅伊·泰納（Roy Tyner），55歲，美國納斯卡全國賽車手，槍聲。[91]

### 24日
- 斯帕基·亞當斯（Sparky Adams），94歲，美國職業棒球大聯盟球員（芝加哥小熊隊，聖路易斯紅雀隊）。[92]
- 保羅·M·巴托（Paul M. Bator），59歲，匈牙利出生的美國法律學者和最高法院辯護律師，美國副檢察長。[93]
- 諾里斯·科頓（Norris Cotton），88歲，美國政治家，美國參議員。[94]
- 喬·哈威（Joe Harvey），70歲，英格蘭足球運動員和經理（紐卡斯爾聯隊，布拉德福德城）。[95]
- 瑪戈·萊恩（Margo Lion），89歲，奧斯曼裔法國歌手和女演員（三便士歌劇）。
- Paulaseer，68歲，印度傳教士，“信仰治療師”。
- 馬利卡·雷諾茲（Mallica Reynolds），78歲，牙買加藝術家和宗教領袖（《閃耀的春天》）。[96]
- 威廉·塞耶·塔特（William Thayer Tutt），76歲，美國冰球和花樣滑冰主管。[97]

### 25日
- 保拉·班霍爾澤（Paula Banholzer），87歲，貝托爾特·布萊希特（Bertolt Brecht）的德國情人。
- Angna Enters，91歲，美國舞蹈家、啞劇演員、畫家和作家（《失落的天使》、《第十大道天使》）。[98]
- 羅伯特·福克（Robert Foulk），80歲，美國電視和電影演員（Lassie）。

### 26日
- 羅伊·埃爾德裡奇（Roy Eldridge），78歲，美國爵士小號手。[99]
- 約瑟夫·芬頓（Joseph Fenton），約46歲，北愛爾蘭房地產經紀人，被臨時愛爾蘭共和軍殺害。[100]
- Reunald Jones，78歲，美國爵士小號手。[101]
- Mouloud Mammeri，71歲，阿爾及利亞作家、人類學家和語言學家，車禍。[102]
- 克萊頓·羅布森（Clayton Robson），87歲，印度出生的英國一級板球運動員。[103]

### 27日
- 保羅·奧斯瓦爾德·安納特，91歲，德國天文學家。[104]
- Bayani Casimiro，70歲，菲律賓舞者。
- Shiba P. Chatterjee，86歲，印度地理學教授。
- 毛里西奧·加塞斯（Mauricio Garcés），62歲，墨西哥演員和喜劇演員。[105]
- 金显哲，87歲，韓國獨立活動家和政治家，韓國總理。
- 约兰·拉松，56歲，瑞典游泳運動員。
- 康拉德·洛伦兹（Konrad Lorenz），85歲，奧地利動物學家，諾貝爾生理學或醫學獎獲得者。[106]
- 薩尤蒂·梅利克（Sayuti Melik），80歲，印尼政治煽動者（《印尼獨立宣言》）。
- 吉爾伯托·莫利納（Gilberto Molina），52歲，哥倫比亞祖母綠大亨和毒販（麥德林卡特爾），被謀殺。[107]
- Bas Paauwe，77歲，荷蘭國際足球運動員。[108]
- 喬·西爾弗（Joe Silver），66歲，美國舞臺、電視、電影和廣播演員，心臟病發作。[109]

### 28日
- 理查·阿莫爾（Richard Armour），82歲，美國詩人和作家。[110]
- 伯納德·貝里爾·布羅迪（Bernard Beryl Brodie），81歲，英國出生的美國生化和神經化學藥理學科學家。[111]
- 奧雷利奧·布亞克·德·霍蘭達·費雷拉，78歲，巴西詞典編纂家、翻譯家和作家（《奧雷利奧詞典》）。[112]
- 赫爾曼·伯格（Hermann Burger），46歲，瑞士詩人和小說家（Die Wasserfallfinsternis von Badgastein），自殺。[113]
- Everett E. Hatcher，46歲，美國緝毒局特工，在臥底行動中被槍殺。[114]
- 道格拉斯·肯德魯（Douglas Kendrew），79歲，英國陸軍將軍和橄欖球聯盟球員（英格蘭萊斯特），西澳大利亞州州長。[115]
- Tirumalai Krishnamacharya，100歲，印度瑜伽老師。
- 奧爾頓·派克（Alton C. Parker），81歲，加拿大員警，加拿大第一位黑人偵探。[116]
- 朴世永，86歲，朝鮮詩人和政治家（Aegukka – 朝鮮國歌）。